# Мері Феллін
Мері Феллін (англ. Mary Fallin, 9 грудня 1954, Ворренсбург, Міссурі) — американський політик, що представляє Республіканську партію. 27-й губернатор штату Оклахома (2011—2019).

## Біографія

### Ранні роки і освіта
Мері Феллін, уроджена Мері Коупленд, народилася у Ворренсбурзі, штат Міссурі, в родини Мері Джо і Джозефа Ньютона Коупленд. Її батько і мати обидва ставали мерами міста Текумсе де вона виросла. Після закінчення середньої школи Текумсе, Мері навчалася в баптистській університеті в Шоуні і в Університеті Центральної Оклахоми в Едмонті. Феллін також отримала ступінь бакалавра наук в Університеті штату Оклахома.

### Політична кар'єра
1990 року Феллін була обрана до Палати представників штату Оклахома. 1995 року Феллін була обрана віце-губернатором Оклахоми, ставши першою жінкою та першим представником Республіканської партії на цій посаді. Як віце-губернатор, Феллін займала пост президента Сенату штату, а також входила до складу десяти рад і комісій. Протягом усіх 12 років перебування на цій посаді вона проводила агресивну політику з упором на економічний розвиток, освіта, охорона здоров'я та державні реформи.
7 листопада 2006 року Феллін була обрана до Палату представників США. На виборах вона перемогла демократа Пола Девіда Гантера. Вона стала першою жінкою, обраною у Конгрес США від штату Оклахома з 1921 року. Вона подала у відставку з поста віце-губернатора 2 січня 2007 роки і була приведена до присяги в Конгресі 4 січня 2007 року. Феллін була переобрана до Палати представників США 2008 року.
Феллін була членом Комітету Палати представників з питань збройних сил, Комітету Палати по малому бізнесу, а також Комітету Палати представників з транспорту та інфраструктурі. Вона також працювала у виконавчому комітеті Національного республіканського комітету при Конгресі, була головою Республіканського комітету з політичної стратегії та заступником голови Форуму жінок Конгресу.
У вересні 2009 року Феллін оголосила про свій намір балотуватися на пост губернатора Оклахоми. вона виграла праймеріз Республіканської партії, набравши 136 477 голосів, у той час, як її найближчий суперник, сенатор штату Ренді Брогдон, — 98 170 голосів. 2 листопада 2010 року на загальних виборах Феллін перемогла кандидата від демократів Джари Еткінс, набравши 60 % голосів проти 39 %. Вона стала першою жінкою-губернатором штату Оклахома. Феллін вступила на посаду губернатора 10 січня 2011 року.